# 方小方
方小方（1951年12月—），男，四川成都人，中華人民共和國政治人物。四川师范学院（现四川师范大学）数学系函授学习毕业，大学学历。

## 生平
1984年加入中国共产党。历任广汉市人民政府副市长，四川嘉陵国际实业有限公司常务副总经理、代总经理，德阳市人民政府副秘书长，中共什邡市委副书记、市长、市委书记，德阳市委常委、市委副书记、副市长、代市长、市长、市委书记、市人大常委会主任等职。2011年1月当选四川省政协副主席。